# Чилийский лиолемус
Чилийский лиолемус (лат. Liolaemus chiliensis) — вид ящериц из семейства Liolaemidae.
Крупная ящерица с длиной тела от 8 до 10 см, общая длина с хвостом 25 см. Окраска спины зеленоватого цвета, с двумя беловато-зелёными полосами, которые охватывают всю спину и хвост. Брюхо беловатое, иногда с жёлтыми тонами.
Этот вид встречается в Чили и Аргентине. В Чили известен из южной Кокимбо в Лос-Лагосе, в то время как в Аргентине он известен в провинциях Рио-Негро и Неукен. Встречается на высоте от 0 до 2100 м над уровнем моря. Это локально распространенный вид. Живёт в различных местах обитания, таких как лиственный лес, андо-патагонский лес, склерофильные леса и районы с кустарниковой растительностью. Он также обитает в эвкалиптовых и сосновых плантациях, но реже.
Охотится на различных беспозвоночных и, вероятно, на родственников. Ведёт дневной образ жизни. Этот вид имеет уникальную реакцию на угрозу, которая заключается в том, что ящерица издаёт резкий, пронизывающий визг.
Яйцекладущая ящерица.
Угрозы не известны в аргентинской части ареала. В Чили угрозы локализованы и включают в себя снижение качества среды обитания из-за расширения сельскохозяйственного производства, в том числе эвкалиптовых и сосновых плантаций.